# 11 км (зупинний пункт, Донецька залізниця)
11 кіломе́тр — пасажирський залізничний зупинний пункт Донецької дирекції Донецької залізниці.
Розташована на півночі Донецька, (Київський район, місцевість Путилівка), Донецької області на лінії Донецьк — 447 км між станціями Донецьк (3 км) та Авдіївка (11 км).
Через військову агресію Росії на сході Україні транспортне сполучення припинене.

## Географія
Платформа розташована посеред великої транспортної розв'язки, що на півночі Донецька, за 200 м на південь від Путилівського шляхопроводу (Путилівського мосту). Ця розв'язка поєднує автомобільні і залізничні шляхи у напрямку Покровська, Авдіївки, Ясинуватої, а також Донецьку кільцеву автодорогу.
За півкілометра від платформи розташовувався Путилівський автовокзал, що існував із середини 90-х до 2012 року.
Платформа має вихід до вулиць Донецька: Артемівської, Стратонавтів, Київського проспекту.
За 100 м південніше платформи колії, які вона обслуговує проходять під мостом одноколійної залізничної лінії.

## Історія
За радянських часів зупинний пункт обслуговував пасажирів-робітників розташованого поруч заводу Точмаш, що їздили електричками на роботу з навколишніх населених пунктів.
У 2011—2012 роках у рамках підготовки до Євро 2012 Укрзалізниця провела реконструкцію платформи. Зокрема було знесено бетонний пасажирський павільйон і встановлено новий типовий металевий синього кольору із трьома сидіннями для пасажирів. Також встановлено табличку із назвою зупинного пункту.
У 2013—2014 роках поруч із платформою було укладено допоміжну колію транспортної розв'язки.